# Olena Kondratiuk
Olena Kostiantynivna Kondratiuk (tiếng Ukraina: Олена Костянтинівна Кондратюк, sinh ngày 17 tháng 11 năm 1970 ở Lviv, Cộng hòa Xã hội chủ nghĩa Xô viết Ukraina) là một chính trị gia người Ukraina, Phó Chủ tịch Verkhovna Rada (quốc hội) Ukraina khóa 9, nghị sĩ quốc hội khóa 6, 7, 8, 9 của đảng Batkivshchyna. Thư ký Ủy ban Verkhovna Rada Ukraina về Chính sách Tự do Ngôn luận và Thông tin của quốc hội khóa 8, quyền thành viên của Phái đoàn Ukraina tại Hội đồng Nghị viện Tổ chức An ninh và Hợp tác châu Âu (OSCE). Bà từng là giám đốc công ty PR "Radnyk".

## Tiểu sử và giáo dục
Olena Kondratiuk sinh ra ở Lviv. Năm 1993, bà tốt nghiệp Đại học Quốc gia Ivan Franko L'viv ngành lịch sử học. Với tư cách là tiến sĩ khoa học lịch sử, bà đã tham gia nghiên cứu về các phong trào của công chúng ở Ukraina.

## Sự nghiệp
Từ năm 2007, bà là nghị sĩ quốc hội của Liên minh Yulia Tymoshenko. Trong cuộc bầu cử năm 2012 và 2014, bà được bầu lại vào đảng Batkivshchyna. Cùng năm, bà là Thư ký Ủy ban Verkhovna Rada Ukraina về Chính sách Tự do Ngôn luận.
Từ năm 2012 đến năm 2014, bà là quyền thành viên của Phái đoàn Ukraina tại Hội đồng Nghị viện Tổ chức An ninh và Hợp tác châu Âu (OSCE).
Từ năm 2007 đến năm 2012, bà là quyền thành viên của Phái đoàn Ukraina tại nghị viện của Sáng kiến Trung Âu.
Olena Kondratiuk là tác giả của 91 dự thảo luật, trong đó có 34 dự thảo luật ở quốc hội khóa 8 (5 trong số đó trở thành luật), 28 dự thảo luật ở quốc hội khóa 7 (3 dự thảo trở thành luật), 28 dự thảo luật ở quốc hội khóa 6 (13 dự thảo trở thành luật).
Bà là đồng tác giả của cuốn sách "Về đảm bảo chức năng của ngôn ngữ Ukraina như một ngôn ngữ nhà nước" về chủ đề luật Ukraina.
Bà cũng là nhà vận động hành lang tích cực cho dự thảo luật 3822-1 về hạn ngạch cho các bài hát tiếng Ukraina được phát trên hệ thống truyền hình và phát thanh của nước này. Theo đó, dự thảo luật này đề xuất giảm hạn ngạch các bài hát tiếng Ukraina phát trên sóng các đài phát thanh và truyền hình từ 50% xuống còn 25%, 30%, và 35% tương ứng vào từng năm tiếp theo kể từ khi luật được thông qua. Hạn mức này áp dụng cho khung giờ phát sóng từ 6 giờ đến 24 giờ trong mỗi ngày.
Tháng 12 năm 2011, bà là một trong những người sáng lập nên Liên hiệp "Cơ hội bình đẳng".
Là ứng cử viên sáng giá cho ghế nghị sĩ quốc hội của đảng Batkivshchyna trong cuộc bầu cử quốc hội năm 2019, Olena Kondratiuk đứng thứ 5 trong danh sách. Theo kết quả bầu cử, bà được bầu vào Verkhovna Rada khóa 9.
Tháng 8 năm 2019, bà được bầu làm Phó Chủ tịch Verkhovna Rada Ukraine khóa 9.
Từ ngày 13 tháng 11 năm 2020 đến ngày 29 tháng 11 năm 2020, bà giữ chức Chủ tịch Verkhovna Rada Ukraine.
Trong cuộc xâm lược của Nga, bà đã nhiều lần thực hiện các chức năng của phái đoàn đại diện ở nước ngoài, đặc biệt khi bà đứng đầu Phái đoàn Ukraina tại Hội nghị thượng đỉnh các Lãnh đạo Nghị viện G20 lần thứ 8.

## Giải thưởng
Bà đã nhận được giải thưởng trong cuộc thi "Súng cầm tay" (Firearm) của Bộ Nội vụ Ukraina, diễn ra vào ngày 29 tháng 5 năm 2014. Bà đã dùng súng "Fort 9", số 100008, cỡ nòng 9 mm.
Bà được trao Huân chương Thánh Olga hạng III vào ngày 23 tháng 8 năm 2021 vì đóng góp cá nhân đáng kể vào việc xây dựng nhà nước, tăng cường năng lực quốc phòng, phát triển kinh tế xã hội, khoa học - kỹ thuật, văn hóa - giáo dục của nhà nước Ukraina, thành tích lao động đáng kể, nhiều năm nỗ lực làm việc tận tâm và nhân dịp kỷ niệm 30 năm độc lập của Ukraina.

## Gia đình
Cha của bà là ông Kondratiuk, một giáo sư, tiến sĩ khoa học lịch sử tại Đại học Quốc gia Ivan Franko L'viv.
Chồng bà là ông Oleksandr Bohutskyi, giám đốc kênh truyền hình ICTV, thành viên hội đồng quản trị công ty tư vấn đầu tư EastOne. Hai người đang có một con gái tên là Yustyna.